# ハイランドグループ

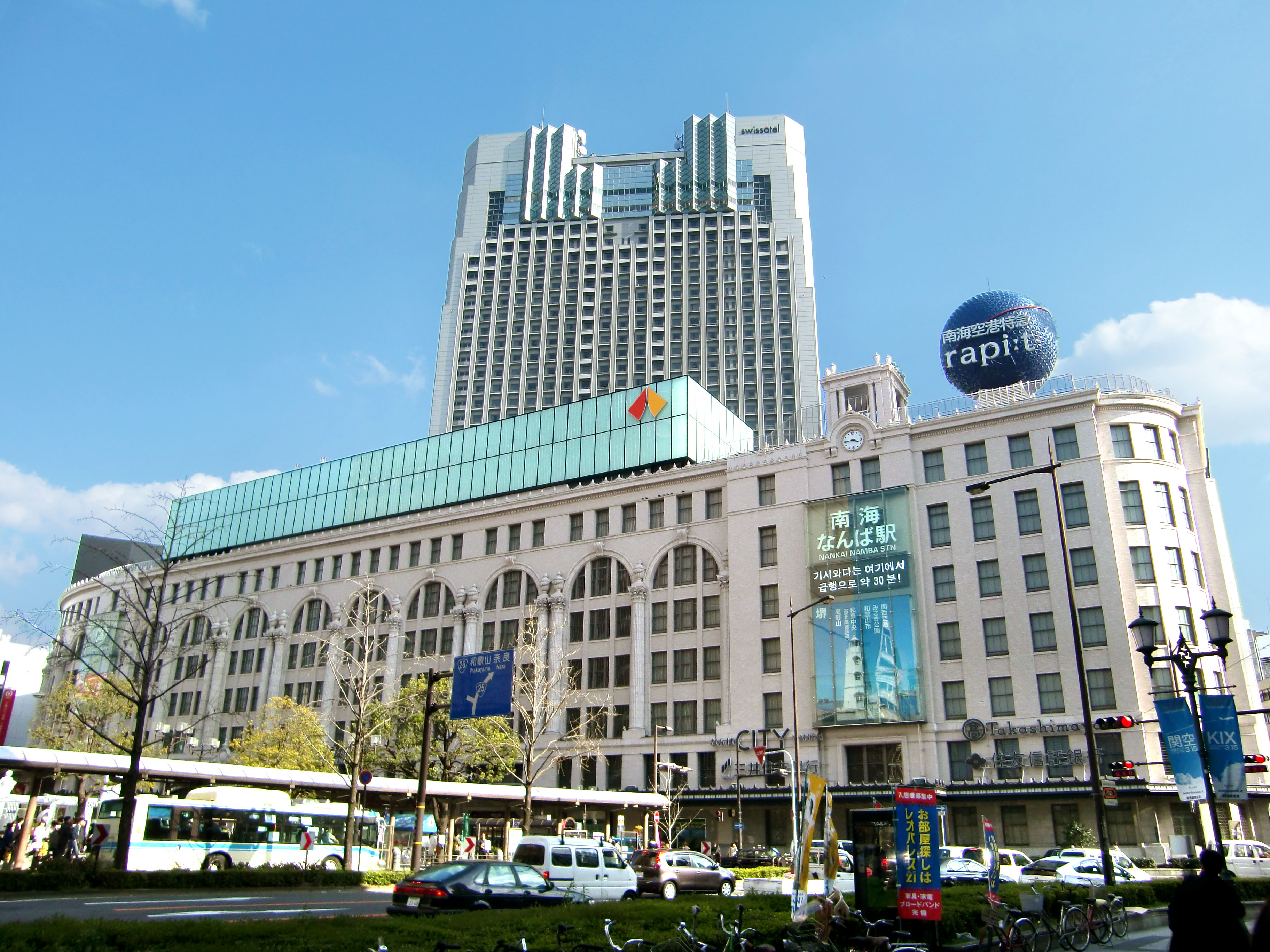
髙島屋大阪店

ハイランドグループは、日本の大手百貨店である髙島屋が中心となっている緩やかな百貨店グループである（highland＝髙島）。一部を除き資本関係などはない。

## 概要
髙島屋は、京王百貨店、富士急百貨店（沼津）とは開店当初から提携関係にあったが、1970年には新たに丸栄（名古屋）、イチムラ（長岡・新潟）、丸光（仙台）、八戸丸光、丸光釜石店、丸光気仙沼店、丸光石巻店、郡山丸光、やまとやしき（姫路・加古川）、福岡玉屋、小倉玉屋、佐賀玉屋、佐世保玉屋（佐世保・長崎）、伊万里玉屋と提携、髙島屋各店を合わせて21社28店舗からなる提携店グループが誕生した。この提携各社の社長会である薔薇会（しょうびかい）の第1回は1971年1月に開催され、小売流通業界の競争激化の下、相互の経営力を結集することによって、それぞれの市場における商圏の拡大と収益の向上を意図することを約した。
さらに同年には、新たにヤナゲン（大垣・羽島）、大見高島屋（鹿児島）、京成志満津（水戸）、橘百貨店（宮崎）が加わって、合計25社33店舗のグループとなり、「ハイランドグループ」と名付けられた。そして経営技術や情報の交換、人材の育成、商品の交流、販売促進活動の交流などを相互に協力して行うことにし、1971年11月にハイランドグループ規約を定めた。このハイランドグループの具体的な提携業務内容は、ハイランド商品のほか、本社商品本部が扱っている商品の供給、共同企画の各種催しの開催、それに全国配達ネット、商品券、ワイシャツお仕立券の相互交流が中心である。
1980年末の加盟社は、五番舘（1973年加盟）、丸光（仙台・八戸・釜石・気仙沼・石巻）、京王百貨店、京成百貨店（1972年加盟）、市川京成百貨店（同）、水戸京成百貨店（旧京成志満津）、富士急百貨店、丸栄、丸栄豊橋（1974年加盟）、ヤナゲン（大垣・羽島・北方・岐大）、ヤマトヤシキ、福岡玉屋、小倉玉屋、佐賀玉屋、佐世保玉屋（佐世保・長崎）、伊万里玉屋、鶴屋百貨店（1975年加盟）の17社25店舗と、髙島屋グループ11社17店舗の合計28社42店舗で構成されていた。

## 参加百貨店
髙島屋（幹事社）グループ
- 大阪店・堺店・泉北店・京都店・洛西店・日本橋店・新宿店・立川店・玉川店・横浜店・大宮店・柏店（以上直営）
- 高崎店・岐阜店・岡山店（以上連結子会社）
- ジェイアール東海髙島屋（JR東海との合弁）
- 伊予鉄髙島屋（伊予鉄道との合弁） - 旧「いよてつそごう」

関東地方
- 水戸京成百貨店（茨城県水戸市）

中部地方
- 富士急百貨店（静岡県沼津市） - 日本百貨店協会非加盟
- 遠鉄百貨店（静岡県浜松市）

近畿地方
- ヤマトヤシキ（加古川店） - 旧そごう加古川店

中国地方
- JU米子タカシマヤ（鳥取県米子市、元連結子会社）

九州地方
- 佐賀玉屋（佐賀県佐賀市）
- 佐世保玉屋（長崎県佐世保市、長崎市）

## 友好関係
正式加盟企業ではないが、加盟企業と業務提携等を結ぶ同業者をここに纏める。
- H2Oリテイリング - 後述子会社と髙島屋が業務提携している。一時期は髙島屋の筆頭株主となっており、髙島屋もH2O株式の最大10%を保有していた。
  - 阪急阪神百貨店 - H2Oリテイリング完全子会社。県民百貨店も経営統合前の阪神百貨店から業務支援を受けていた。
    - 阪急百貨店 (うめだ本店、千里阪急、高槻阪急、川西、西宮阪急、神戸阪急、博多阪急、メンズ東京、大井、都築阪急)
    - 阪神百貨店（梅田本店、あまがさき阪神、阪神・にしのみや、阪神・御影）

## かつて参加していた百貨店

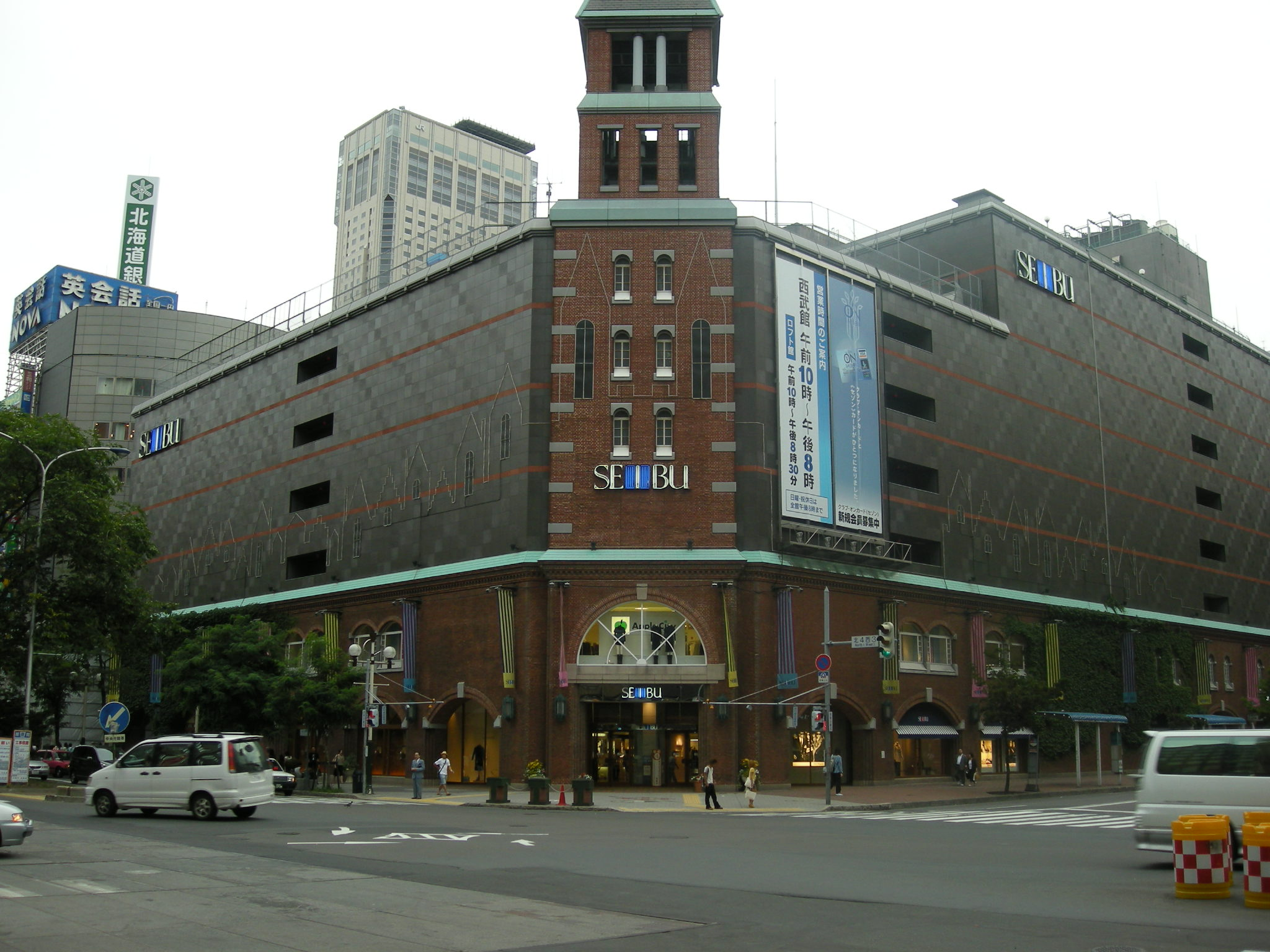
西武百貨店札幌店（旧・五番舘）

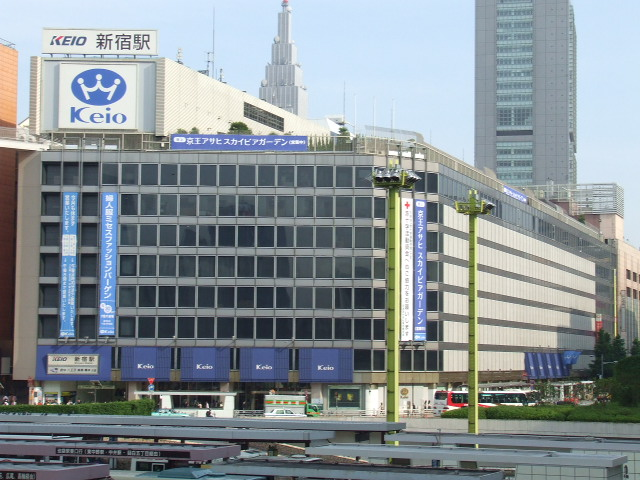
京王百貨店新宿店

### 北海道百貨店協会管内
- 五番舘（札幌市中央区）
1906年営業開始、1928年に五番館になる。1979年に髙島屋から役員を受け入れたものの、1982年セゾングループ（当時）に鞍替え、1990年に五番館西武、その後に西武百貨店札幌店となったが、2009年9月30日閉店[3]。

### 東北百貨店協会管内
- さくら野百貨店（青森本店・弘前店・八戸店[4]）
かつては髙島屋からの出向社員もいたが、現在は引き上げ、独自仕入れと運営を行っている。 エマルシェ（さくら野百貨店 仙台店）分社後は旧カネ長武田百貨店のオーナー家の運営に回帰した。
- 丸光 釜石店（岩手県釜石市）
丸光が「百貨店連合」に吸収合併後東北ニチイに引き継がれるが2002年に閉店し、解体。
- エマルシェ（さくら野百貨店 仙台店[5]）2010年にさくら野百貨店（青森市）と分社。  - 2017年、自己破産。
  - 丸光時代にハイランドグループに加盟していたが、「百貨店連合」発足によるマイカルグループ入りで離脱。ダックシティ→ダックビブレを経て、マイカルグループ破綻でさくら野百貨店として独立後再加盟した。分社を経た後に離脱した模様。
- 丸光 気仙沼店（宮城県気仙沼市）
「ビブレ」転換も閉店後一時期「イコーレ」となったが、2007年閉店、解体。
- 丸光 石巻店（宮城県石巻市）
  - 初代は1967年に移転後解体。
  - 2代目は最終的に「ダックシティ丸光」として1996年に営業終了。
  - 3代目は移転時に「ビブレ」となり、その後「さくら野東北」となるが2008年閉店。現在は市役所として使われ、イオン石巻駅前店が入居している。
- 山田百貨店→さくら野百貨店 福島店（福島県福島市）
  - 初代（移転 → 本町十番館 → 廃業 → 2006年に福島学院大学のキャンパスに改装）
  - 2代目（福島駅前に設置 → ダックシティ山田 → 福島ビブレ → 移転 → 中合二番館）
  - 3代目（曽根田駅前に設置 → 閉店 → ワーナー・マイカル・シネマズのみ営業 → 「曽根田ショッピングセンター」）
  - 4代目（地元の要望を受け、長崎屋福島店跡地の「ニュー福ビル」にて仙台店のサテライトショップとして営業していたが、1年後に完全閉店）
- 丸光 郡山店（福島県郡山市）
1980年1月閉店後、建物ごと朝日生命保険が買い、同社福島支社を中心としたオフィスビルとなった。

### 関東百貨店協会管内
- 土浦京成百貨店（茨城県土浦市）
- 上野京成百貨店（東京都台東区）
閉店後は京成電鉄が丸井に棟貸しし、「丸井上野店」→「マルイシティ上野」を経て「上野マルイ」。
- 大森京成百貨店（東京都大田区）
閉店後、一時「オーモリ京成」を経てイトーヨーカ堂大森店となるが2000年閉店。その後テナントビルとなり、オオゼキストア・マタハリーなどが入居。
- 京王百貨店（東京都新宿区、多摩市）
当初は京王帝都電鉄（現：京王電鉄）と髙島屋との合弁で開業。しかし髙島屋が新宿駅南口に進出（タカシマヤタイムズスクエア）して競合関係となったことから、京王電鉄は髙島屋が所有していた株式を買い取った。以後は独自路線を歩み、同じ状況に置かれた丸栄や、後に髙島屋と組んだ阪神百貨店と提携した。
- ダックシティ厚木（神奈川県厚木市）
「百貨店連合」以後マイカル・イオングループの再編劇に巻き込まれ、「厚木ビブレ」→「厚木サティ」を経て「イオン厚木店」となる。
- 小美屋（川崎市川崎区）
「百貨店連合」参加により「ダックシティ小美屋」となるも1996年閉店。解体後再開発され川崎DICEに。
- 市川京成百貨店（千葉県市川市）
京成ストアへ経営移管 → 2010年2月閉店。解体後再開発され、京成電鉄本社ビルに。
- 津田沼髙島屋（千葉県習志野市）
閉店後は「エキゾチックタウン」（ダイエーが運営していたディスカウントストア。のちにダイエーと併合される）を経て「モリシア津田沼」。
- イチムラ（新潟県長岡市、新潟市）
「百貨店連合」に参加した際、新潟店は閉店。そのままテナントビルとなったが、2010年に閉鎖され解体。「ダックシティイチムラ」となった長岡店も1997年閉店。長岡市の施設として利用されるも解体後再開発され、「フェニックス大手イースト」となる。

### 中部百貨店協会管内
- 豊橋丸栄（愛知県豊橋市）
丸栄の関連会社だったが、経営再建の過程で分離独立。複雑な変遷を経て「ほの国百貨店」となったが、2020年3月15日閉店。
- ヤナゲン（岐阜県大垣市、瑞穂市）
2019年（令和元年）9月30日閉店。
- 丸栄（愛知県名古屋市）
2018年6月閉店。

### 近畿百貨店協会管内
- エアロプラザ・タカシマヤ（大阪府泉南郡・エアロプラザ内）
- ヤマトヤシキ姫路店

### 中国・四国百貨店協会管内
- 津山髙島屋（岡山県津山市）
閉店後は玉野競輪の場外売り場「サテライト津山」。
- 今治髙島屋（愛媛県今治市）
瀬戸内運輸との共同出資で同社バスターミナルに出店したが、経営不振から撤退。

### 九州地方
- 福岡玉屋（福岡市博多区）
- 小倉玉屋（北九州市小倉北区）
- 諫早玉屋（長崎県諫早市）- 日本百貨店協会非加盟
玉屋グループ。いずれも経営難で閉店。特に福岡県内2店舗廃業により、ハイランドグループは九州の重要拠点を失った。実質的に髙島屋もその場所へ進出を狙っていた博多阪急が、代替を果たしているような状況である（髙島屋と阪急阪神の提携により）。
- 県民百貨店（熊本県熊本市）
2010年12月20日正式加入。2011年2月22日までは「くまもと阪神」の店名。2015年2月28日閉店。
- 鶴屋百貨店（熊本県熊本市）
熊本岩田屋閉店で、一時A・D・Oとの重複状態になったが、後継店舗「くまもと阪神」の運営企業・県民百貨店に繋がっていた阪神百貨店が経営統合を経て髙島屋と業務提携関係を成したため、2010年12月20日付で完全に県民百貨店と入れ替わった。
- 大見高島屋（鹿児島県鹿児島市）
1975年10月25日にファッションビル「髙島屋プラザ」（1990年にタカプラへ改称）へ転換し、2018年2月12日閉店。閉店後は「天文館アフターモール」として営業し、解体後再開発され、2022年4月9日に「センテラス天文館」が開業。
- 伊万里玉屋（佐賀県伊万里市）
佐世保玉屋グループ。日本百貨店協会非加盟、2016年1月閉店。

## かつて存在した他社の百貨店共同仕入れ組織
かつては他社でも地方百貨店による共同仕入れが行われていた。しかし、百貨店の経営統合が相次いだため消滅しハイランドグループが唯一の百貨店共同仕入れ組織となった。
- 全日本デパートメントストアーズ開発機構（A・D・O）- 伊勢丹と松屋が総合幹事店を務めた。2020年3月をもって解散。
- 三越ジョイントバイインググループ - 三越が総合幹事店を務めた。伊勢丹と三越の経営統合を機に消滅。
- 日本百貨店経営協議会（西武JMA） - 西武百貨店が総合幹事店を務めた。2001年のセゾングループ解体をもって消滅。
- 大丸・松坂屋CBSグループ - 大丸と松坂屋が総合幹事店を務めた。後に大丸と松坂屋は経営統合し『J.フロント リテイリング』へと発展した。